# Derk Boerrigter
Derk Boerrigter (Oldenzaal, 1986. október 16. - ) holland labdarúgó. Támadó, általában a széleken játszik. Első profi mérkőzését 2007-ben a HFC Haarlem csapatában játszotta. Azóta két csapatban szerepelt. 2011 nyarán visszatért az AFC Ajax csapatához, ahol két szezont töltött. 2013 nyarától pedig a skót Celtic Glasgow csapatának a tagja.
A holland válogatottban még nem mutatkozott be. Bár erre nagy lehetősége lett volna a 2012-es Európa-bajnokság selejtezőmérkőzésén 2011. november 11-én Svájc ellen. De mivel ekkor ismét előjött a hátsérülése, ezért Bert van Marwijk szövetségi kapitány nem hívta meg az Oranje keretébe.

## Karrier

### AFC Ajax
Boerrigter az oldenzaali KVV Quick 1920 nevű csapatban kezdte a labdarúgást. Egészen 12 éves koráig itt játszott. Ekkor került át a Twente Enschede csapatához. Az enschede-i futballakadémián folytatta a tanulást és 2005-ig a Twente A1 csapatában játszott. Ekkor figyelt fel rá az Ajax és a PSV. Végül az Ajax lett a befutó. 2005 nyarán kötötte meg az Ajaxszal a kétéves szerződést. Nagy ígéretnek számított. Az első szezonban még csak a Jong Ajaxban játszott, de többször bekerült az első csapatba is. Ennek ellenére a kispadnál tovább nem jutott. A következő szezon telén kölcsönadták a HFC Haarlem csapatának.

### HFC Haarlem
A haarlemi csapat a 2006-2007-es szezonban az Eerste Divisie tagja volt. Boerrigter a télen érkezett, és így fél szezonja volt a bizonyításra. 2007. február 2-án lépett pályára első profi mérkőzésén, csereként az AGOOV Apeldoorn ellen. Összesen nyolc mérkőzést játszott a csapatnál, és ott szerezte meg első profi bajnoki gólját is. A szezon végén visszatért az Ajax-hoz.

### FC Zwolle
Miután visszatért Amszterdamba, a szerződése lejárt a csapattal. Nem hosszabbították meg, így szabadon igazolhatóvá vált. Még a nyáron talált magának csapatot, az FC Zwollét, amely szintén az Eerste Divisiében játszott. Már első szezonjában alapemberré vált. Két szezont töltött a csapatnál, 71 mérkőzésen lépett pályára és 13-szor volt eredményes. Annak ellenére, hogy több nagyobb klub is szerette volna leigazolni, 2009 nyarán az Eredivisiében szereplő RKC Waalwijk csapatát választotta.

### RKC Waalwijk
Első mérkőzését az első osztályban 2009. augusztus 1-jén játszotta az FC Utrecht ellen. Nagyon jól beilleszkedett új klubjában, azonnal alapemberré vált. Az első szezon nem sikerült nagyon jól, mivel kiestek az Eredivisiéből. A következő szezonban 18 góljával ő lett csapata második legeredményesebb játékosa, és a bajnoki címet is megnyerték, így visszakerülhettek a legjobbak közé. Főleg a második szezonban mutatott játéka miatt több nagy klub is kezdett érdeklődni iránta. 2011 nyarán visszaigazolt régi klubjához, az Ajax Amsterdamhoz.

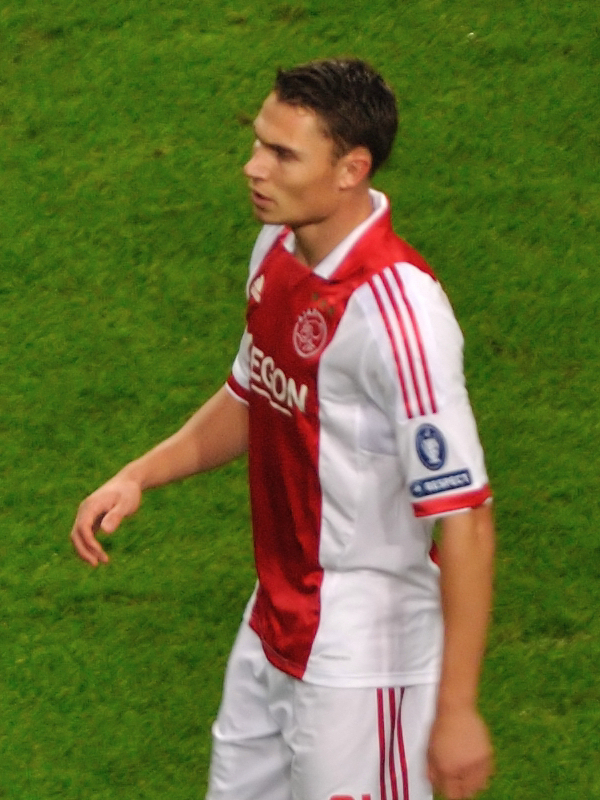
Boerrigter ismét az Ajax-nál

### AFC Ajax
2011 május 31-én tért vissza hivatalosan négy év után régi klubjához és egy 2014-ig szóló szerződést írt alá. Az Ajax 550 ezer €-t fizetett érte. Első hivatalos mérkőzése a 2011-es Holland Szuperkupa döntőjén volt az FC Twente ellen, amit 1:2-re elvesztett az Ajax. Ezen a mérkőzésen még nem kezdőként lépett pályára, csak a 66. percben állt be a szintén debütáló izlandi Kolbeinn Sigthórsson helyére.
A 2011–2012-es szezon kezdete nagyon jól sikerült neki. Már az első fordulóban kezdőként lépett pályára és az első 4 fordulóban 3-szor volt eredményes. Szeptember 14-én lépett pályára élete első Bajnokok ligája mérkőzésén az Amsterdam Arena-ban az Olympique Lyon csapata ellen. Élete első Bajnokok Ligája gólját pedig október 18-án - a csoportmérkőzések 3. fordulójában - szerezte idegenben a Dinamo Zágráb csapata ellen, amelyet az Ajax 2:0-ra meg is nyert. Ezen a mérkőzésen őt választották a "Mérkőzés emberének" is. November közepén viszont hátproblémák miatt egy kisebb kihagyás várt rá. Ezek a hátproblémák a hirtelen túlterhelés miatt jöttek elő. Egészen december 21-ig nem lépett pályára, ekkor az AZ elleni kupamérkőzésen mutatkozott be újra. De ezt a mérkőzést egy szurkoló miatt félbeszakították és januárban játszották újra. Boerrigter-nek viszont ismét előjöttek a hátfájdalmai, ezért újabb hónapokat kellett kihagynia. A csapathoz április 11-én csatlakozott újra, az SC Heerenveen ellen 0:5-re megnyert mérkőzésen. Négy nappal később a De Graafschap ellen 3:1-re megnyert mérkőzésen egy félidőt játszott és kétszer is betalált. Ez a mérkőzés volt pályafutása 150. bajnoki mérkőzése. A következő két fordulóban is játszott de ekkor ismét előjöttek a hátfájdalmai és a szezon további pár mérkőzésén már nem léphetett pályára. A csapat tavasszal elért kiváló szereplésének köszönhetően megvédték bajnoki címüket és Boerrigter is elnyerte első Eredivisie-bajnoki címét.
A tavasszal előjött sérülése miatt a Holland Szuperkupa 2012-es döntőjében és a 2012–2013-as szezon első fordulójában még nem volt bevethető. A következő fordulóban már kapott egy kis időt az edző, Frank de Boertól. Ezek után ismét bevethető volt, viszont nem a legjobb formáját nyújtotta és ezért sok mérkőzésre kiszorult a kezdőcsapatból. Végül összesen 30 bajnoki mérkőzésen lépett pályára idén, és ezek mellett minden egyes nemzetközi mérkőzésen is játszott. Volt egy-két mérkőzés idén is, amikor nagyon fontos volt a teljesítménye. Az egyik legfontosabb április 14-én volt, az Eindhovenben lejátszott bajnoki mérkőzésen a PSV Eindhoven ellen. Ezt a mérkőzést az Ajax 2:3-ra nyerte meg és a 77. percben Boerrigter lőtte be csapata győztes gólját. Az Ajax idén is megvédte címét a bajnokságban és Boerrigter pedig másodszor lett tagja egy bajnokcsapatnak. A szezon utáni nyáron Boerrigter pedig átigazolt Skóciába, a Celtic Glasgow csapatához.

## Eddigi sikerek

### Csapat

#### RKC Waalwijk
- Eerste Divisie-bajnoki cím (1x): 2011

#### AFC Ajax
- Eredivisie-bajnoki cím (2x): 2012, 2013

## Statisztika
2013. május 12.
| Szezon   | Klub                       |           | Bajnokság      | Bajnokság | Bajnokság | Kupa | Kupa | Nemzetközi | Nemzetközi | Egyéb | Egyéb | Összesen | Összesen |
| Szezon   | Klub                       | M.        | Bajnokság      | G.        | M.        | G.   | M.   | G.         | M.         | G.    | M.    | G.       |          |
| -------- | -------------------------- | --------- | -------------- | --------- | --------- | ---- | ---- | ---------- | ---------- | ----- | ----- | -------- | -------- |
| 2006/07  | AFC Ajax                   | Hollandia | Eredivisie     | 0         | 0         | 0    | 0    | 0          | 0          | 0     | 0     | 0        | 0        |
| Összesen | Összesen                   | Összesen  | Összesen       | 0         | 0         | 0    | 0    | 0          | 0          | 0     | 0     | 0        | 0        |
| 2006/07  | → HFC Haarlem (kölcsönben) | Hollandia | Eerste divisie | 8         | 1         | 0    | 0    | -          | -          | -     | -     | 8        | 1        |
| Összesen | Összesen                   | Összesen  | Összesen       | 8         | 1         | 0    | 0    | 0          | 0          | 0     | 0     | 8        | 1        |
| 2007/08  | FC Zwolle                  | Hollandia | Eerste divisie | 32        | 3         | 4    | 2    | -          | -          | -     | -     | 37       | 5        |
| 2008/09  | FC Zwolle                  | Hollandia | Eerste divisie | 31        | 8         | 1    | 0    | -          | -          | 1     | 0     | 33       | 8        |
| Összesen | Összesen                   | Összesen  | Összesen       | 63        | 11        | 5    | 2    | 0          | 0          | 1     | 0     | 70       | 11       |
| 2009/10  | RKC Waalwijk               | Hollandia | Eredivisie     | 31        | 7         | 1    | 0    | -          | -          | -     | -     | 32       | 7        |
| 2010/11  | RKC Waalwijk               | Hollandia | Eerste divisie | 33        | 18        | 5    | 4    | -          | -          | -     | -     | 38       | 22       |
| Összesen | Összesen                   | Összesen  | Összesen       | 64        | 25        | 6    | 4    | 0          | 0          | 0     | 0     | 70       | 29       |
| 2011/12  | AFC Ajax                   | Hollandia | Eredivisie     | 17        | 7         | 1    | 2    | 4          | 1          | 1     | 0     | 23       | 10       |
| 2012/13  | AFC Ajax                   | Hollandia | Eredivisie     | 30        | 5         | 5    | 0    | 8          | 1          | 0     | 0     | 43       | 6        |
| Összesen | Összesen                   | Összesen  | Összesen       | 47        | 12        | 6    | 2    | 12         | 2          | 1     | 0     | 66       | 17       |
| 2013/14  | Celtic FC                  | Skócia    | Premiership    | 0         | 0         | 0    | 0    | 0          | 0          | -     | -     | 0        | 0        |
| Összesen | Összesen                   | Összesen  | Összesen       | 0         | 0         | 0    | 0    | 0          | 0          | 0     | 0     | 0        | 0        |
| ÖSSZESEN | ÖSSZESEN                   | ÖSSZESEN  | ÖSSZESEN       | 182       | 49        | 17   | 8    | 12         | 2          | 2     | 0     | 214      | 58       |